# Karakurizōshi Ayatsuri Sakon
Karakurizōshi Ayatsuri Sakon (人形 草紙 あやつり 左近) es un manga escrito por Masaru Miyazaki (bajo el alias de Sharaku Maro) e ilustrado por Takeshi Obata. La trama sigue a Sakon Tachibana, Un titiritero bunraku que resuelve misterios con Ukon, su títere.
El manga fue serializada en la revista de Shueisha Weekly Shonen Jump desde 1995 hasta 1996. Los capítulos fueron recogidos en cuatro volúmenes tankōbon. El manga fue adaptado en una serie anime de televisión por TMS Entertainment y transmitida por WOWOW del 8 de octubre de 1999 al 31 de marzo de 2000.

## Argumento
Nacido en una familia Bunraku (teatro de marionetas japonesas), Sakon Tachibana  el nieto del famoso maestro de Bunraku, Zaemon Tachibana, es entrenado para convertirse en el maestro de marionetas Bunraku. De cara bonita, tímido de carácter, muy confiado y dependiente de su amigo títere Ukon.
Sin embargo con Ukon en su mano, Sakon se transforma inmediatamente de un chico tímido, a un detective cuidadoso, precavido, observador y calculador. Todo lo contrario que Ukon, quien es muy charlatán para hablar con las mujeres.
Esta extraña pareja puede adivinar los complots criminales así como las mentes de las víctimas. Como el abuelo de Sakon solía decir: "Controlar una marioneta es mostrar el corazón. Tienes que ponerte en la piel de quien quieres representar".
Juntos, Sakon y Ukon junto con la tía de Sakon Kaoruko Tachibana, una joven y bonita detective de policía viajarán por todo Japón, resolviendo misterios, asesinatos y crímenes horribles.